# Ecartament larg
O cale ferată cu ecartament larg este o cale ferată cu un ecartament feroviar mai larg decât căile ferate cu ecartament standard de 1.435 mm. Ecartamentul larg de 1.524 mm, cunoscut în mod obișnuit ca ecartament rus, este ecartamentul dominant în țările din fosta Uniune Sovietică, în Mongolia și Finlanda. Ecartamentul larg de 1600 mm, denumit ecartament irlandez, este folosit în Irlanda.  Ecartamentul larg de 1668 mm, denumit ecartament iberic, este folosit în Spania și în Portugalia.  Ecartamentul larg de 1.676 mm, denumit ecartament indian, este folosit predominant în India, Pakistan, Bangladesh, Sri Lanka, Argentina, Chile și de BART (Bay Area Rapid Transit) în San Francisco Bay Area.